# The Minutes
The Minutes is een Ierse indie rockband. De band werd opgericht in 2006 en bestaat uit Mark Austin, Tom Cosgrave en Shane Kinsella. Gedurende de eerste 3 jaar trad de band veelvuldig op in Dublin. In 2009 werd het debuutalbum Marcata opgenomen, dat twee jaar later werd uitgebracht. In maart 2011, vlak voordat het debuutalbum verscheen, traden The Minutes op in de Ierse televisieprogramma's Other Voices en The Saturday Night Show. In 2014 werd het album Live well, change often uitgebracht.

## Discografie

### Albums
- Marcata, 2011
- Live well, change often, 2014

### Singles
- Harmonic, 2008
- Black keys, 2009
- Secret history, 2010
- Fleetwood, 2010
- Black keys, 2011 (heruitgave)
- Fleetwood, 2011 (heruitgave)
- Heartbreaker, 2012
- Cherry bomb, 2014
- Supernatural, 2014